# Каиро (гувернорат)
Каиро је један од 27 гувернората Египта. Заузима површину од 214 km². Према попису становништва из 2006. у гувернорату је живело 7.786.640 становника. Главни град је Каиро.

## Становништво
| 2006.     | 2012. (процена) |
| --------- | --------------- |
| 7.786.640 | 8.762.000       |